# ドミニク・アントネリ
ドミニク・アンソニー・"トニー"・アントネリ（Dominic Anthony "Tony" Antonelli, 1967年8月23日 - ）は、アメリカ航空宇宙局(NASA)の宇宙飛行士である。アントネリはミシガン州デトロイトで生まれたが、インディアナ州やノースカロライナ州にも住んでいた。既婚で2人の子供がいる。

## 教育
アントネリは、ファイエットビル (ノースカロライナ州)のダグラス・バード高校を卒業した。マサチューセッツ工科大学に進学し、航空学と宇宙航行学の学士号を取得した。後にワシントン大学に通い、航空学と宇宙航行学の修士号を取得した。。

## 軍でのキャリア

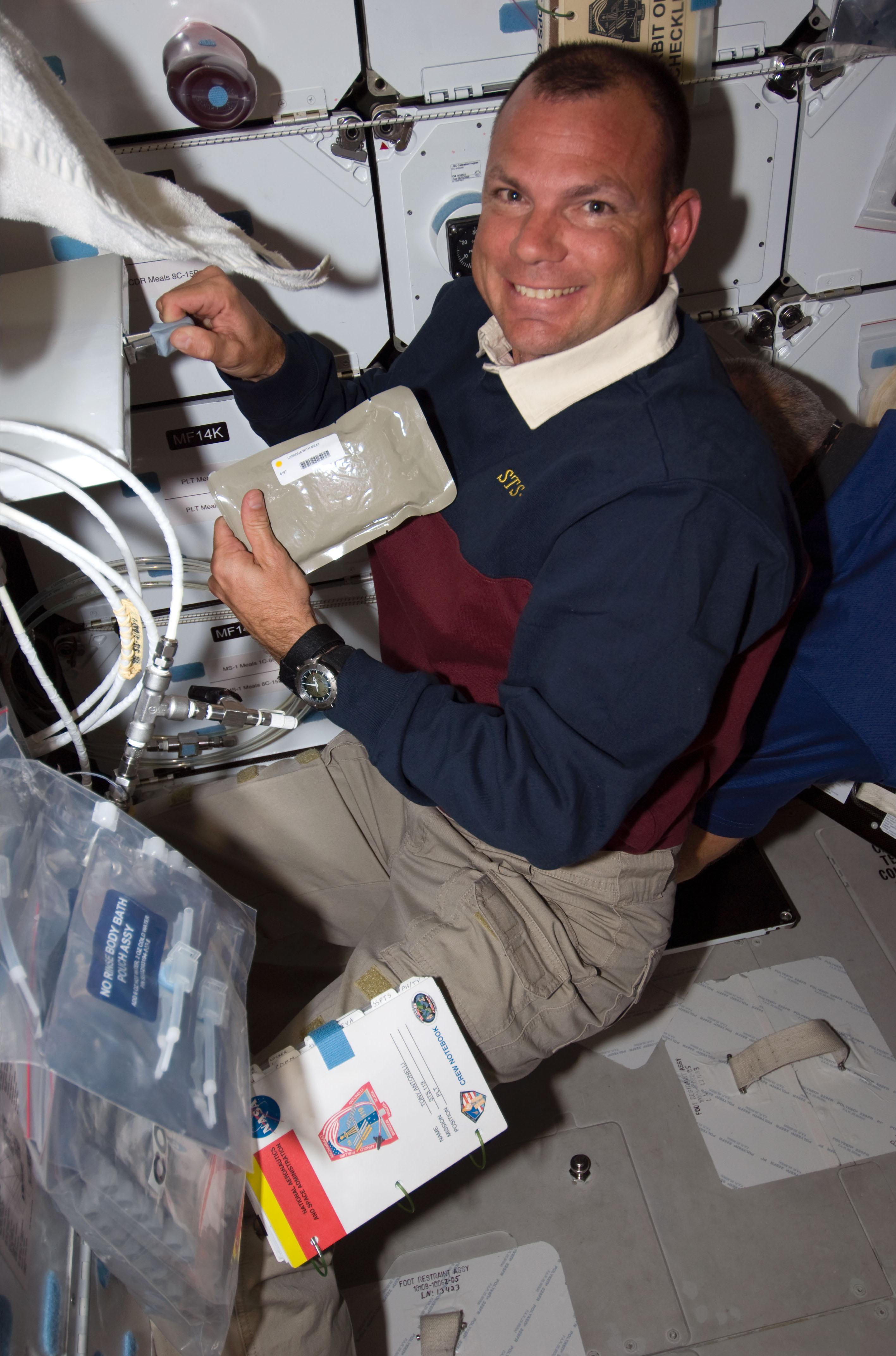
STS-119で食事の準備をするアントネリ

アントネリは、海軍航空士及び着艦信号士官として空母ニミッツに配属され、サザン・ウォッチ作戦を支援してF/A-18を操縦した。
アントネリは、41種類の異なる飛行機で3200時間以上の飛行を行い、273回の着陸を経験した。アメリカ空軍テストパイロット学校は、優秀な成績で卒業した。

## NASAでのキャリア
アントネリは、2000年7月にNASAによって宇宙飛行士の候補に選ばれ、様々な技術的な講習を受けた。彼は、2009年3月15日に打ち上げられたSTS-119では操縦手を務めた。この飛行では国際宇宙ステーションに最後の太陽電池アレイとトラスの部品が運ばれた。2010年5月14日に打ち上げられたSTS-132でも操縦手に指名された。このミッションでは、国際宇宙ステーションにロシアのミニ・リサーチ・モジュール1が運ばれた。